# Železniško postajališče Ljubljana Dolgi most
Železniško postajališče Ljubljana Dolgi most je železniško postajališče, ki služi mestu Ljubljana.

## Proge
Leži na železniški progi Ljubljana–Sežana.